# Iteuil
Iteuil är en kommun i departementet Vienne i regionen Nouvelle-Aquitaine i västra Frankrike. Kommunen ligger i kantonen Vivonne som tillhör arrondissementet Poitiers. År 2022 hade Iteuil 2 989 invånare.

## Befolkningsutveckling
Antalet invånare i kommunen Iteuil
| Referens: INSEE |